# Тюфяков, Михаил Вячеславович
Михаи́л Вячесла́вович Тюфяко́в (30 апреля 1974, Киров, СССР) — советский и российский футболист, нападающий.

## Карьера
Почти всю карьеру провёл в российском Втором дивизионе, где несколько раз становился лучшим бомбардиром различных зон турнира. В 2009 году сыграл один матч в чемпионате Белоруссии за МТЗ-РИПО.
Всего за карьеру забил 201 гол во втором дивизионе, по состоянию на 2018 год является лидером среди бомбардиров второго дивизиона в российской истории.

## Достижения

### Командные
- Победитель Второго дивизиона (2): 1997 (зона «Центр»), 2000 (зона «Урал»)

### Личные
- Лучший бомбардир зоны «Урал» Второго дивизиона: 1999 (19 мячей)
- Лучший бомбардир зоны «Урал-Поволжье» Второго дивизиона (2): 2008 (27 мячей), 2010 (19 мячей)
- Лучший игрок и нападающий зоны «Урал-Поволжье»: 2008.
- Лучший бомбардир зоны «Центр» Второго дивизиона: 2009 (17 мячей)

## Личная жизнь
Сын Владислав (1996 г.р.) — также футболист.